# Hessisches BibliotheksInformationssystem
Das Hessische Bibliotheksinformationssystem (Eigenschreibweise: hebis) ist der elektronische Informations- und Dienstleistungsverbund der wissenschaftlichen Bibliotheken in Hessen und der Region Rheinhessen in Rheinland-Pfalz.

## Organisation
Organisatorisch ist hebis in die Hochschulen des Landes eingebunden; federführend ist die Universitätsbibliothek Johann Christian Senckenberg der Johann Wolfgang Goethe-Universität Frankfurt am Main. Die Abteilung hebis-Informationstechnologie ist das technische Servicecenter (bis 2007 als „Abteilung Bibliotheksdatenverarbeitung“ Teil des Hochschulrechenzentrums und daher in dessen Räumlichkeiten untergebracht). Die hebis-Verbundzentrale ist das bibliothekarische Servicecenter, beheimatet in den Räumlichkeiten der UB.
hebis basiert auf einer zentralen Verbunddatenbank in Frankfurt am Main mit sechs lokalen Subsystemen (an den Universitäten/Hochschulen in Darmstadt, Frankfurt am Main, Gießen, Kassel, Marburg, Mainz) unter Einsatz der international verbreiteten Bibliothekssoftware von OCLC PICA. 2022 startet hebis ein mehrjähriges Migrationsprojekt zur Ablösung von OCLC PICA durch das quelloffene Bibliotheksmanagementsystem FOLIO.
Das Spektrum der teilnehmenden Einrichtungen ist vielfältig: Universitäts- und Hochschulbibliotheken, Instituts- und Spezialbibliotheken, Landes- und Stadtbibliotheken haben sich hebis angeschlossen, um ihre Aufgaben durch Nutzung zentraler Dienstleistungen effizienter wahrnehmen zu können. Die Zahl der aktiv im Verbund katalogisierenden eigenständigen Groß-Bibliotheken beträgt z. Zt. 25. Die hebis-Verbunddatenbank enthält derzeit insgesamt über 40 Millionen Datensätze, darunter ca. 15 Millionen Titel aller Publikationsformen (einschließlich elektronischer Medien) mit über 23 Millionen Bestandsnachweisen aus insgesamt 638 Bibliotheken aller Größenordnungen in der Region.

## Aufgaben
hebis startete Anfang 1987 als reiner Online-Katalogisierungsverbund, seitdem haben sich die Aufgaben und Ziele grundlegend erweitert. Heute bietet hebis einen umfassenden Service für Bibliotheken und Benutzer auf der Basis anwenderkonfigurierter Bibliothekssoftware mit allen Funktionsmodulen für eine leistungsstarke und kostengünstige Bibliotheksverwaltung unter Nutzung internationaler Standards:
- Bereitstellung und Pflege von zentralen Katalogisierungs- und Nachweisdatenbanken einschließlich Fremd-, Norm- und Retro-Daten
- Bereitstellung und Pflege eines zentralen Verbund-Portals mit Authentifizierungsroutine, Datenbankauswahl, Metasuche, Verfügbarkeitsrecherche und integrierter Bestellkomponente
- Bereitstellung und Pflege lokaler Portalsichten nach individuellen örtlichen Rahmenbedingungen
- Bereitstellung und Pflege eines Verbund-OPAC mit benutzerfreundlicher Oberfläche
- Bereitstellung und Pflege verbundinterner und verbundübergreifender Fernleihfunktionen in Kooperation mit den übrigen Verbundsystemen
- Organisation und Durchführung abgestimmter, kostengünstiger Erwerbung von elektronischen Zeitschriften und Datenbanken im Rahmen des hebis-Konsortiums
- Aufbau von Volltextservern
- Systementwicklung und -pflege; bibliotheks-fachlicher, organisatorischer und technischer Support
- Betreuung der hebis-Verbundbibliotheken durch anwendungsbezogene Arbeitshilfen und Arbeitsmaterialien, Schulungs- und Fortbildungsmaßnahmen, technische und organisatorische Hilfestellung, Herausgabe einer Online-Zeitschrift zum hebis-Verbund („hebiscocktail“), umfangreiche Informationsangebote auf den hebis-Webseiten[2]
- aktive Teilnahme an Standardisierungs- und Regelwerksarbeit
- Planung und Koordination von Projekten